# Eugraphe marcida
Eugraphe marcida là một loài bướm đêm trong họ Noctuidae.